# Aspidoconcha nasserae
Aspidoconcha nasserae is een mosselkreeftjessoort uit de familie van de Xestoleberididae.